# Hassan Habibi
Hassan Habibi   (Kerman, 7 de febrer de 1939) fou un futbolista iranià de la década de 1960 i entrenador de futbol.
Fou internacional amb la selecció de futbol de l'Iran. Pel que fa als clubs destacà a Shahin, Taj i Pas Teheran.